# Барати (станція)
Барати (рос. Бараты) — станція Улан-Уденського регіону Східносибірської залізниці Росії, розташована на дільниці Заудинський — Наушки між станціями Загустай (відстань — 13 км) і Муртой (10 км). Відстань до ст. Заудинський — 133 км, до державного кордону — 120 км.